# Giulia Dragoni
Giulia Dragoni (Milano, 7 novembre 2006) è una calciatrice italiana, centrocampista del Barcellona B, e della nazionale italiana.
Nel 2024, con la maglia del Barcellona, diventa la prima italiana a vincere la UEFA Women's Champions League. Nello stesso anno vince il premio Golden Girl in qualità di migliore calciatrice italiana under 21, inoltre si piazza al quinto posto nella classifica IFFHS come miglior giovane under 20 dell'anno.

## Biografia
Ha origini lucane da parte di madre, nata a Senise, poi trasferitasi a Milano per frequentare l'università.

## Carriera

### Club

#### Gli inizi e l'Inter
Giulia Dragoni si è formata calcisticamente a Milano, nella scuola calcio Franco Scarioni 1925, ove ha giocato con i maschi fino alla chiamata, nel 2015, da parte del settore giovanile della Pro Sesto. Qui si è messa in evidenza nei tornei giovanili misti, venendo anche definita piccola Messi.
Nel 2020 è passata al settore giovanile dell'Inter, venendo subito promossa nella squadra under 19 a soli 14 anni.
All'inizio della stagione 2022-23 è stata spesso aggregata alla prima squadra, per poi fare il suo esordio a 16 anni in Serie A, la massima serie italiana, il 20 novembre 2022, nel corso della partita pareggiata 0-0 dall'Inter in casa della Fiorentina. Ha collezionato in tutto quattro presenze in Serie A con il club nerazzurro.

#### Barcellona
Dragoni è passata a titolo definitivo al Barcellona il 31 gennaio 2023, diventando la prima calciatrice straniera ad entrare nella Masia femminile. Ha quindi giocato la seconda parte della stagione 2022-23 con la squadra B del Barcellona, contribuendo alla vittoria del campionato di Primera Federación Femenina, la seconda serie nazionale, con 10 presenze e 4 reti.
All'inizio della stagione 2023-2024, Dragoni è stata ufficialmente aggregata alla prima squadra del club blaugrana, pur continuando a militare nella seconda squadra. Nell'ottobre del 2023, viene inclusa fra le dieci finaliste del premio European Golden Girl, assegnato dal quotidiano Tuttosport alla miglior giocatrice Under-21 militante in un campionato europeo. Il 27 novembre seguente, invece, fa il suo esordio in prima squadra e in Primera División, rilevando Mariona Caldentey all'84' dell'incontro di campionato vinto per 4-0 in casa dell'Athletic Bilbao; nell'occasione, a 17 anni e 19 giorni, diventa la più giovane esordiente non spagnola in prima squadra nella storia del Barcellona (sia maschile, sia femminile), un record precedentemente detenuto da Lionel Messi. Il 13 dicembre dello stesso anno, debutta anche in UEFA Women's Champions League, subentrando a Esmee Brugts al 78' dell'incontro della fase a gironi in casa del Rosengård, vinto per 6-0. Il 13 gennaio 2024, gioca la sua prima partita da titolare e segna il suo primo gol in maglia blaugrana, aprendo le marcature nella partita di Coppa della Regina contro la Fundación Albacete, vinta per 6-0. Nel maggio del 2024, pur non scendendo in campo nella finale contro l'Olympique Lione, vince la Champions League con la società catalana, diventando la prima italiana a riuscire nell'impresa; nella stessa annata, il Barcellona vince anche il titolo nazionale, la Coppa della Regina e la Supercoppa spagnola.

#### Prestito alla Roma
Il 17 luglio 2024 Dragoni rinnova il proprio contratto con il Barcellona fino al 30 giugno 2027, e viene contestualmente girata in prestito secco alla Roma, in Serie A.
Con le giallorosse torna a giocare in Champions League, scendendo in campo sia nella gara di andata sia in quella di ritorno della fase preliminare, contro il Servette. Nella gara di ritorno, il 26 settembre 2024, Dragoni realizza una doppietta: contestualmente segna il suo primo gol in giallorosso e il suo primo gol in Champions League.

### Nazionale
Dragoni ha rappresentato tutte le nazionali giovanili italiane, giocando nelle selezioni under 16, under 17 e under 19.
Viene convocata per la prima volta dalla Federazione Italiana Giuoco Calcio (FIGC) nel corso del 2021, scelta dal tecnico federale Nazzarena Grilli per indossare la maglia della under 17 con la squadra impegnata alle qualificazioni all'Europeo di Bosnia ed Erzegovina 2022, con la quale dove fa il suo debutto in maglia azzurra nella prima delle tre partite in programma siglando all'esordio la rete che fissa il risultato sul 2-0 con le pari età del Galles. Dopo essere stata riconfermata in occasione della doppia amichevole con l'Estonia del 9 e l'11 febbraio, segnando una doppietta in entrambi gli incontri, disputa anche i restanti incontri di qualificazione al torneo UEFA senza che però la sua nazionale riuscisse ad accedere alla fase finale. 
È stata convocata alle partite di qualificazione alle fasi finali dei campionati europei sia under 17 sia under 19. Nel mese di aprile 2023 ha fatto parte della squadra che ha mancato l'accesso alla fase finale del campionato europeo under 19 del 2023.
Il 29 marzo 2023 è stata convocata da Milena Bertolini nel raduno della nazionale maggiore in vista dell'amichevole del 7 aprile contro la Colombia. Assieme ad Eva Schatzer, ha poi lasciato il raduno dopo qualche giorno per unirsi alla rappresentativa under 19 che si preparava alle qualificazioni al campionato europeo di categoria. È stata poi inserita da Bertolini nella lista delle 32 convocate per il raduno di preparazione al campionato mondiale 2023. Ha fatto il suo esordio nella nazionale maggiore italiana il 1º luglio successivo nell'amichevole contro il Marocco, scendendo in campo all'inizio del secondo tempo al posto di Emma Severini, anch'ella esordiente. Il giorno seguente è stata inserita nella lista delle 23 convocate da Bertolini per la partecipazione alla fase finale del campionato mondiale 2023.
Schierata titolare nella prima partita dell'Italia alla rassegna iridata contro l'Argentina, vinta dalle Azzurre per 1-0, ha giocato quasi tutta la partita, venendo sostituita da Cristiana Girelli, autrice della rete della vittoria nei minuti finali. Coi suoi 16 anni e 259 giorni, Dragoni è, così, diventata la più giovane italiana a giocare in un campionato mondiale, battendo il record femminile di Rita Guarino, che durava dal 1991, ma anche il record assoluto di Beppe Bergomi, che durava da 41 anni. Inoltre, al momento dell'esordio, è diventata anche la più giovane calciatrice del mondiale 2023, togliendo il record alla costaricana Sheika Scott; record battuto subito dopo dalla sudcoreana Casey Phair, diventata anche la più giovane calciatrice ad aver giocato in un campionato mondiale.

## Statistiche

### Presenze e reti nei club
Statistiche aggiornate al 19 aprile 2025.
| Stagione            | Squadra             | Campionato          | Campionato | Campionato | Coppe nazionali | Coppe nazionali | Coppe nazionali | Coppe internazionali | Coppe internazionali | Coppe internazionali | Altre coppe | Altre coppe | Altre coppe | Totale | Totale |
| Stagione            | Squadra             | Comp                | Pres       | Reti       | Comp            | Pres            | Reti            | Comp                 | Pres                 | Reti                 | Comp        | Pres        | Reti        | Pres   | Reti   |
| ------------------- | ------------------- | ------------------- | ---------- | ---------- | --------------- | --------------- | --------------- | -------------------- | -------------------- | -------------------- | ----------- | ----------- | ----------- | ------ | ------ |
| 2022-gen. 2023      | Inter               | A                   | 4          | 0          | CI              | -               | -               | -                    | -                    | -                    | -           | -           | -           | 4      | 0      |
| gen.-giu. 2023      | Barcellona B        | PF                  | 10         | 4          | -               | -               | -               | -                    | -                    | -                    | -           | -           | -           | 10     | 4      |
| 2023-2024           | Barcellona B        | PF                  | 21         | 4          | -               | -               | -               | -                    | -                    | -                    | -           | -           | -           | 21     | 4      |
| Totale Barcellona B | Totale Barcellona B | Totale Barcellona B | 31         | 8          |                 | -               | -               |                      | -                    | -                    |             | -           | -           | 31     | 8      |
| 2023-2024           | Barcellona          | PD                  | 5          | 0          | CR              | 3               | 1               | UWCL                 | 1                    | 0                    | SS          | 0           | 0           | 9      | 1      |
| 2024-2025           | Roma                | A                   | 21         | 1          | CI              | 4               | 2               | UWCL                 | 6                    | 3                    | SI          | 0           | 0           | 31     | 6      |
| Totale carriera     | Totale carriera     | Totale carriera     | 61         | 9          |                 | 7               | 3               |                      | 7                    | 3                    |             | -           | -           | 75     | 15     |

### Cronologia presenze e reti in nazionale
| Cronologia completa delle presenze e delle reti in nazionale ― Italia | Cronologia completa delle presenze e delle reti in nazionale ― Italia | Cronologia completa delle presenze e delle reti in nazionale ― Italia | Cronologia completa delle presenze e delle reti in nazionale ― Italia | Cronologia completa delle presenze e delle reti in nazionale ― Italia | Cronologia completa delle presenze e delle reti in nazionale ― Italia | Cronologia completa delle presenze e delle reti in nazionale ― Italia | Cronologia completa delle presenze e delle reti in nazionale ― Italia |
| Data                                                                  | Città                                                                 | In casa                                                               | Risultato                                                             | Ospiti                                                                | Competizione                                                          | Reti                                                                  | Note                                                                  |
| --------------------------------------------------------------------- | --------------------------------------------------------------------- | --------------------------------------------------------------------- | --------------------------------------------------------------------- | --------------------------------------------------------------------- | --------------------------------------------------------------------- | --------------------------------------------------------------------- | --------------------------------------------------------------------- |
| 1-7-2023                                                              | Ferrara                                                               | Italia                                                                | 0 – 0                                                                 | Marocco                                                               | Amichevole                                                            | -                                                                     | 46’                                                                   |
| 14-7-2023                                                             | Auckland                                                              | Nuova Zelanda                                                         | 0 – 1                                                                 | Italia                                                                | Amichevole                                                            | -                                                                     | 55’                                                                   |
| 24-7-2023                                                             | Auckland                                                              | Italia                                                                | 1 – 0                                                                 | Argentina                                                             | Mondiali 2023 - Fase a gironi                                         | -                                                                     | 83’                                                                   |
| 29-7-2023                                                             | Wellington                                                            | Svezia                                                                | 5 – 0                                                                 | Italia                                                                | Mondiali 2023 - Fase a gironi                                         | -                                                                     | 59’                                                                   |
| 2-8-2023                                                              | Wellington                                                            | Sudafrica                                                             | 3 – 2                                                                 | Italia                                                                | Mondiali 2023 - Fase a gironi                                         | -                                                                     |                                                                       |
| 26-9-2023                                                             | Castel di Sangro                                                      | Italia                                                                | 0 – 1                                                                 | Svezia                                                                | UEFA Women's Nations League 2023-2024 - Fase a gironi                 | -                                                                     | 69’                                                                   |
| 1-12-2023                                                             | Pontevedra                                                            | Spagna                                                                | 2 – 3                                                                 | Italia                                                                | UEFA Women's Nations League 2023-2024 - Fase a gironi                 | -                                                                     | 54’                                                                   |
| 23-2-2024                                                             | Bagno a Ripoli                                                        | Italia                                                                | 0 – 0                                                                 | Irlanda                                                               | Amichevole                                                            | -                                                                     | 85’                                                                   |
| 27-2-2024                                                             | Algeciras                                                             | Inghilterra                                                           | 5 – 1                                                                 | Italia                                                                | Amichevole                                                            | -                                                                     | 85’                                                                   |
| 31-5-2024                                                             | Oslo                                                                  | Norvegia                                                              | 0 – 0                                                                 | Italia                                                                | Qual. Euro 2025                                                       | -                                                                     | 63’                                                                   |
| 4-6-2024                                                              | Ferrara                                                               | Italia                                                                | 1 – 1                                                                 | Norvegia                                                              | Qual. Euro 2025                                                       | -                                                                     | 54’                                                                   |
| 12-7-2024                                                             | Sittard                                                               | Paesi Bassi                                                           | 0 – 0                                                                 | Italia                                                                | Qual. Euro 2025                                                       | -                                                                     | 62’                                                                   |
| 16-7-2024                                                             | Bolzano                                                               | Italia                                                                | 4 – 0                                                                 | Finlandia                                                             | Qual. Euro 2025                                                       | -                                                                     | 65’                                                                   |
| 29-10-2024                                                            | Vicenza                                                               | Italia                                                                | 1 – 1                                                                 | Spagna                                                                | Amichevole                                                            | -                                                                     | 46’                                                                   |
| 21-2-2025                                                             | Monza                                                                 | Italia                                                                | 1 – 0                                                                 | Galles                                                                | UEFA Women's Nations League 2025 - Fase a gironi                      | -                                                                     | 63’                                                                   |
| 25-2-2025                                                             | La Spezia                                                             | Italia                                                                | 1 – 3                                                                 | Danimarca                                                             | UEFA Women's Nations League 2025 - Fase a gironi                      | -                                                                     | 59’                                                                   |
| Totale                                                                |                                                                       | Presenze                                                              | 16                                                                    |                                                                       | Reti                                                                  | 0                                                                     |                                                                       |

## Palmarès

### Club
- Campionato spagnolo: 1

Barcellona: 2023-2024
- Coppa della Regina: 1

Barcellona: 2023-2024
- Supercoppa spagnola: 1

Barcellona: 2023-2024
- UEFA Women's Champions League: 1

Barcellona: 2023-2024
- Campionato spagnolo di seconda divisione: 2

Barcellona B: 2022-2023, 2023-2024
- Supercoppa italiana: 1

Roma: 2024

### Individuali
- Golden Girl: 1

Miglior italiana Under-21: 2024